# Méjannes-le-Clap
Méjannes-le-Clap – miejscowość i gmina we Francji, w regionie Oksytania, w departamencie Gard.
Według danych na rok 1990 gminę zamieszkiwały 223 osoby, a gęstość zaludnienia wynosiła 6 osób/km² (wśród 1545 gmin Langwedocji-Roussillon Méjannes-le-Clap plasuje się na 689. miejscu pod względem liczby ludności, natomiast pod względem powierzchni na miejscu 117.).